# 安阳书院
31°35′35″N 120°07′20″E / 31.59304°N 120.12212°E
安阳书院，位于中华人民共和国江苏省无锡市惠山区阳山镇狮子山与牛头山之间、今阳山中学校区内，是江苏省文物保护单位。

## 特点
清朝清同治三年（1864年），安阳书院开始修建，光绪八年（1882年）建成。书院坐西向东，主体建筑四面环河，仅有一座小型单孔古石拱桥相通。现存建筑有门厅、北厢房、砖雕门楼、内廊和主厅，两侧山墙上有风火墙，均为硬山顶。门前有古银杏两棵，操场东侧山坡存民国初年所建书院纪念塔一座。门前有石桥，建于明朝成化八年。

## 保护
2003年，安阳书院被无锡市人民政府公布为无锡市文物保护单位。2006年6月5日，江苏省人民政府认定其为江苏省文物保护单位。